# Культура инкрустированной керамики
Задунайская/Паннонская культура инкрустированной керамики (англ. Transdanubian Encrusted Pottery culture) — археологическая культура раннего бронзового века. Название происходит от техники украшения сосудов, характерной для данной культуры.

## Возникновение
Культура возникла на базе культуры Кишапоштаг, при участии групп населения из междуречья Дравы и Савы, представляющих традиции культуры Вучедол-Зок.

## Хронология и область распространения
Культура инкрустированной керамики существовала на этапе A2 бронзового века по классификации Пауля Райнеке, или около 1950—1700 гг. до н. э. согласно радиоуглеродной датировке. Территория охватывала Паннонскую равнину, а на севере достигала Дуная. На территории данной культуры обычно различают две полосы: северную (группы Эстергом и Веспрем), где были сильнее следы культуры Кишапоштаг, и южную (группы Сексард и Печ), развивавшуюся на базе традиции культуры Вучедол-Зок.

## Хозяйство
В поселениях культуры инкрустированной керамики найдены многочисленные запасы зёрен злаков, что свидетельствует о большой роли земледелия наряду со скотоводством.

## Поселения и здания
Поселения культуры инкрустированной керамики изучены плохо. Поселения располагались главным образом на возвышенностях, где рельеф обеспечивал хорошие оборонные характеристики. Известны ямы с очагами внутри, окружённые шестами, представлявшими собой каркас стен.

## Погребальный обряд
Некрополи данной культуры обычно состояли из 20-50 погребений. Преобладала кремация. Среди погребений доминировали ямные, однако встречались также и погребения в урнах для пепла (на территории к северу от Дуная). Существуют погребения в каменных саркофагах и детские погребения в глиняных сосудах. Погребальные ямы имели чаще всего овальную, изредка четырёхугольную форму. В них рядами выставлялись сосуды, иногда до 20-30 штук. Между сосудами рассыпался пепел умершего.

## Палеогенетика
На раннем этапе у представителей культуры инкрустированной керамики обнаружена только Y-хромосомная гаплогруппа I2a-L1239, которая встречается в мегалитических культурах от Британских островов до Чехии. На позднем этапе к ней добавляется Y-хромосомная гаплогруппа R1b1a1a2a2-CTS1078/Z2103 степного происхождения, которая встречается у создателей колоколовидных кубков и вучедольской культуры. Социальная структура населения культур Кишапоштаг и инкрустированной керамики была патрилокальна.

## Инвентарь
Керамика характеризуется большим разнообразием форм. Типичными для культуры инкрустированной керамики считаются миниатюрные сосуды, или так называемые двойки и тройки. Характерен глубоко продавленный орнамент, выполненный чаще всего путём инкрустации белой пастой. Из глиняных предметов известны также богато украшенные трещотки, часто в виде птиц, а также глиняные идолы.
В данной культуре была развита обработка бронзы, о чём свидетельствуют многочисленные литейные формы, а также различные виды бронзовых подвесок. Также была развита обработка камня и кости.

## Исчезновение и влияние на другие культуры
Культура развивалась до начала стадии B1 бронзового века, когда на территорию Паннонии стали проникать носители культуры курганных погребений, под давлением которых население культуры инкрустированной керамики стало переселяться на юго-восток и далее в Олтению, где указанная культура повлияла на культуры Вербичоара и Гырла-Маре. Часть населения переселилась в другом направлении, на север Италии и Далмации. Группа, которая образовалась в Среме и Бачке, благодаря смешению населения культур, вытесненных из своих прежних сред обитания (в дополнение к указанным выше, также культур Марош и Ватин) с населением культур курганных погребений, называется группа Серемле.

## Галерея

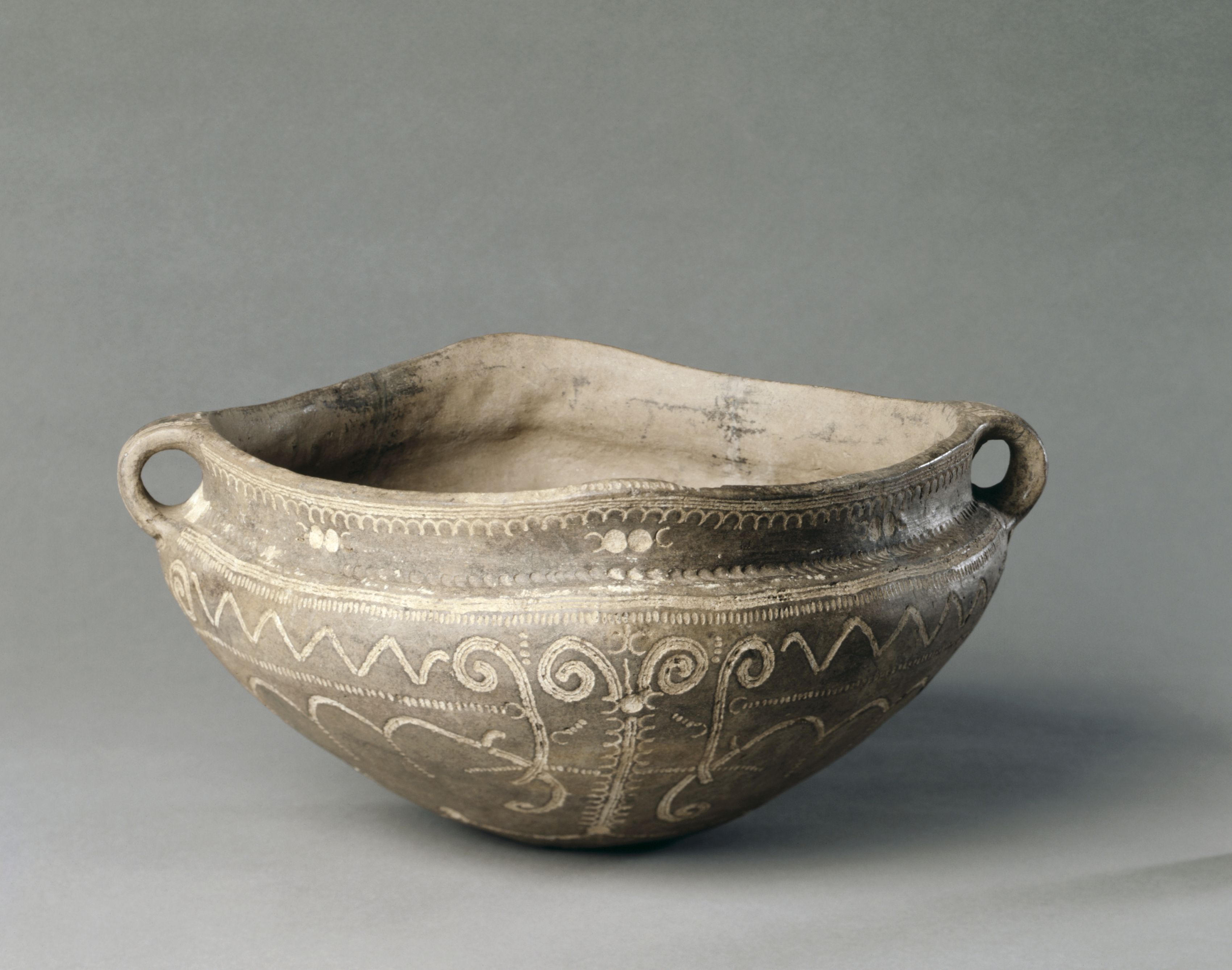
Большая керамическая чаша, Румыния
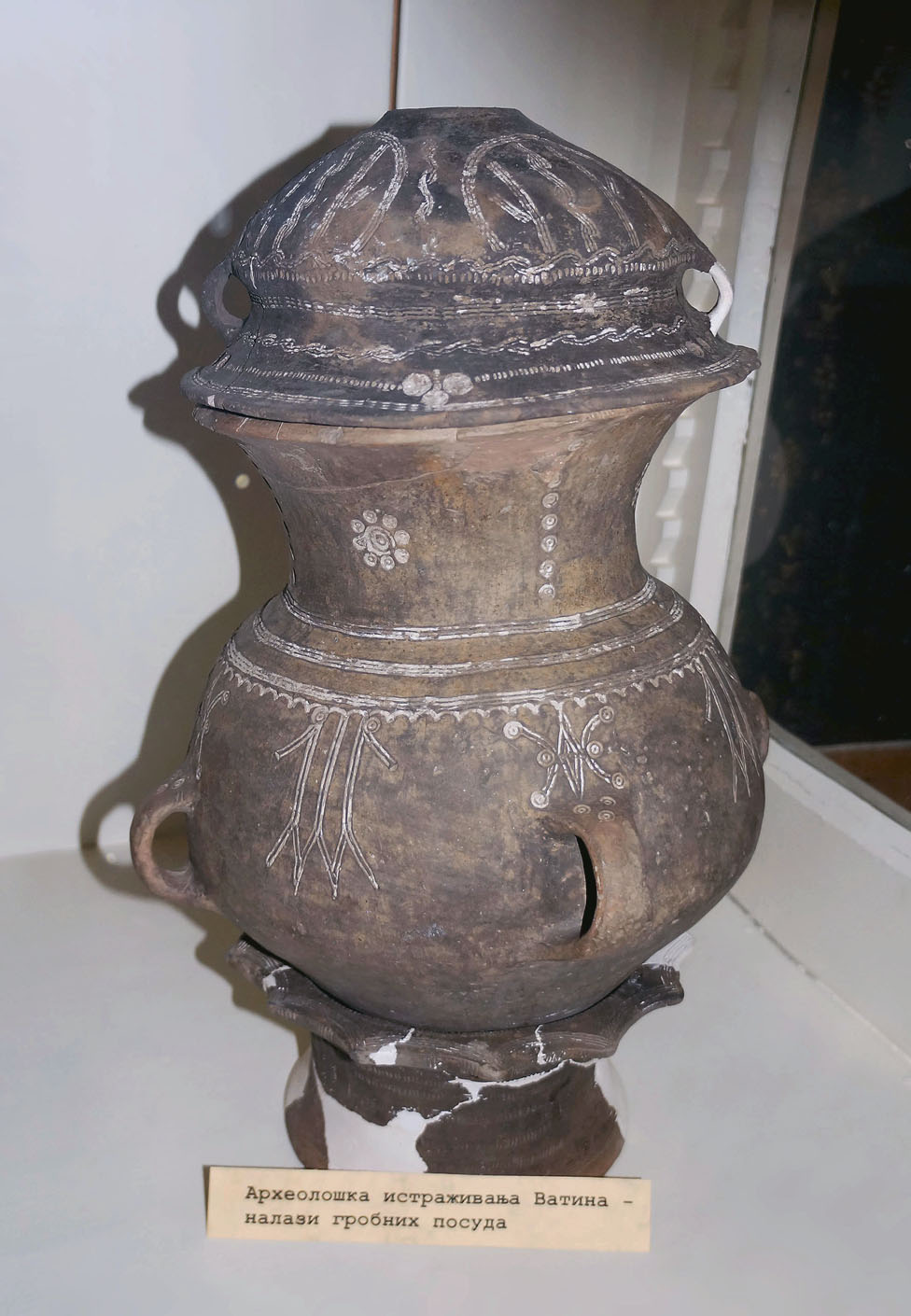
Керамика, Сербия
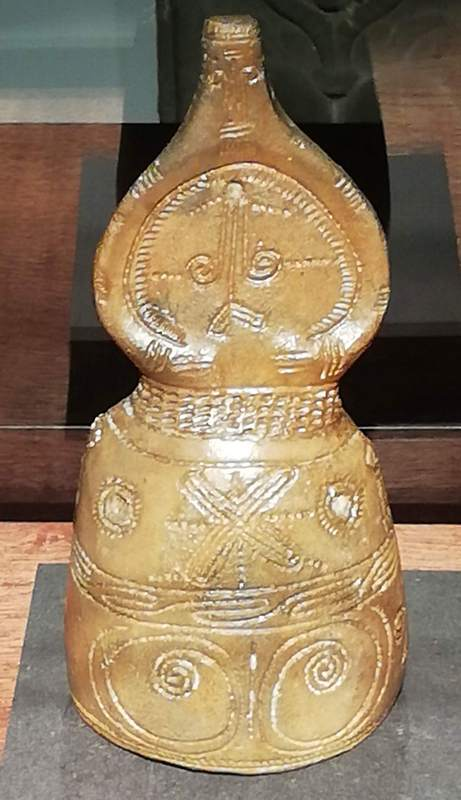
Керамическая статуэтка или идол, Румыния
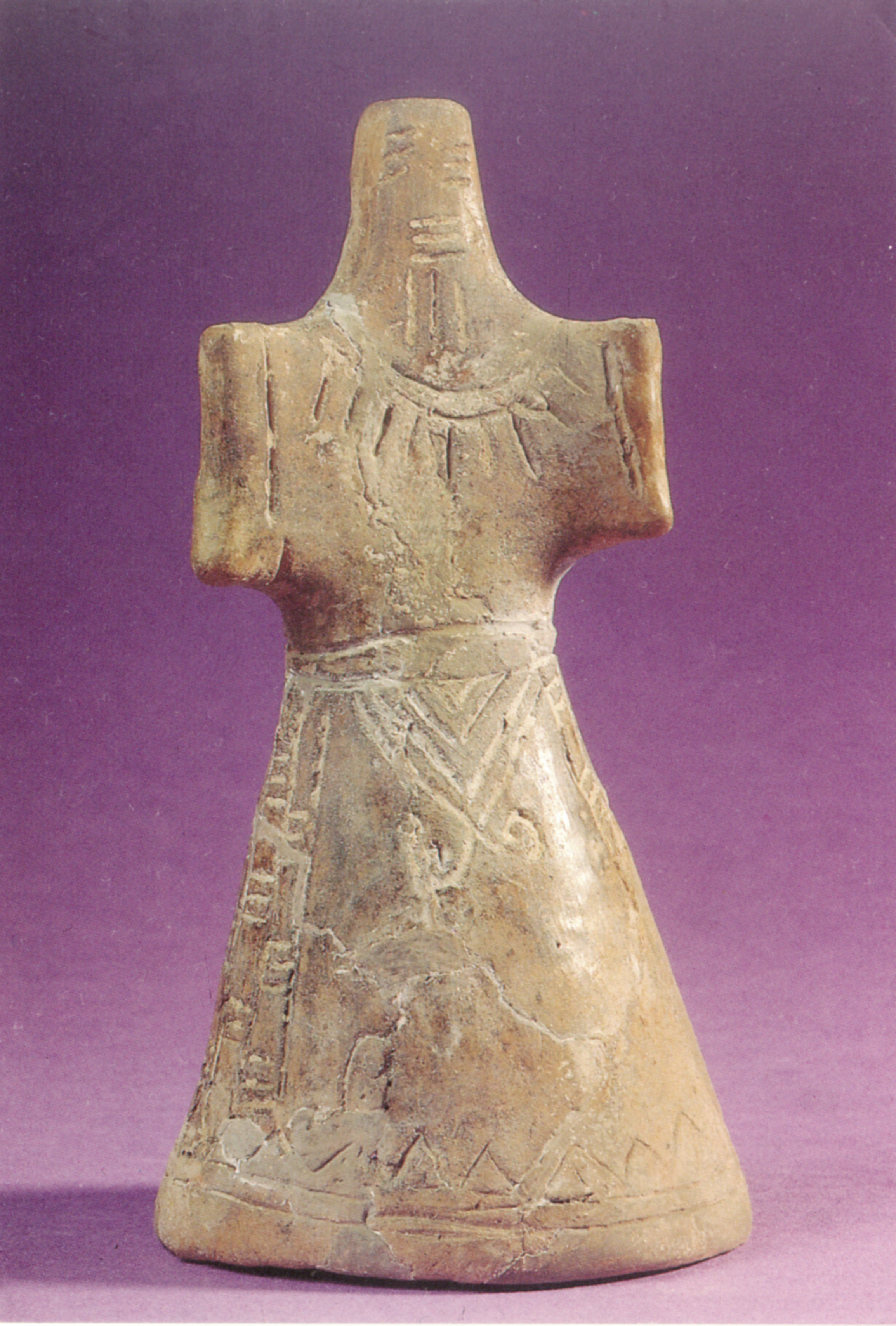
Статуэтка из Стубарлии, Сербия
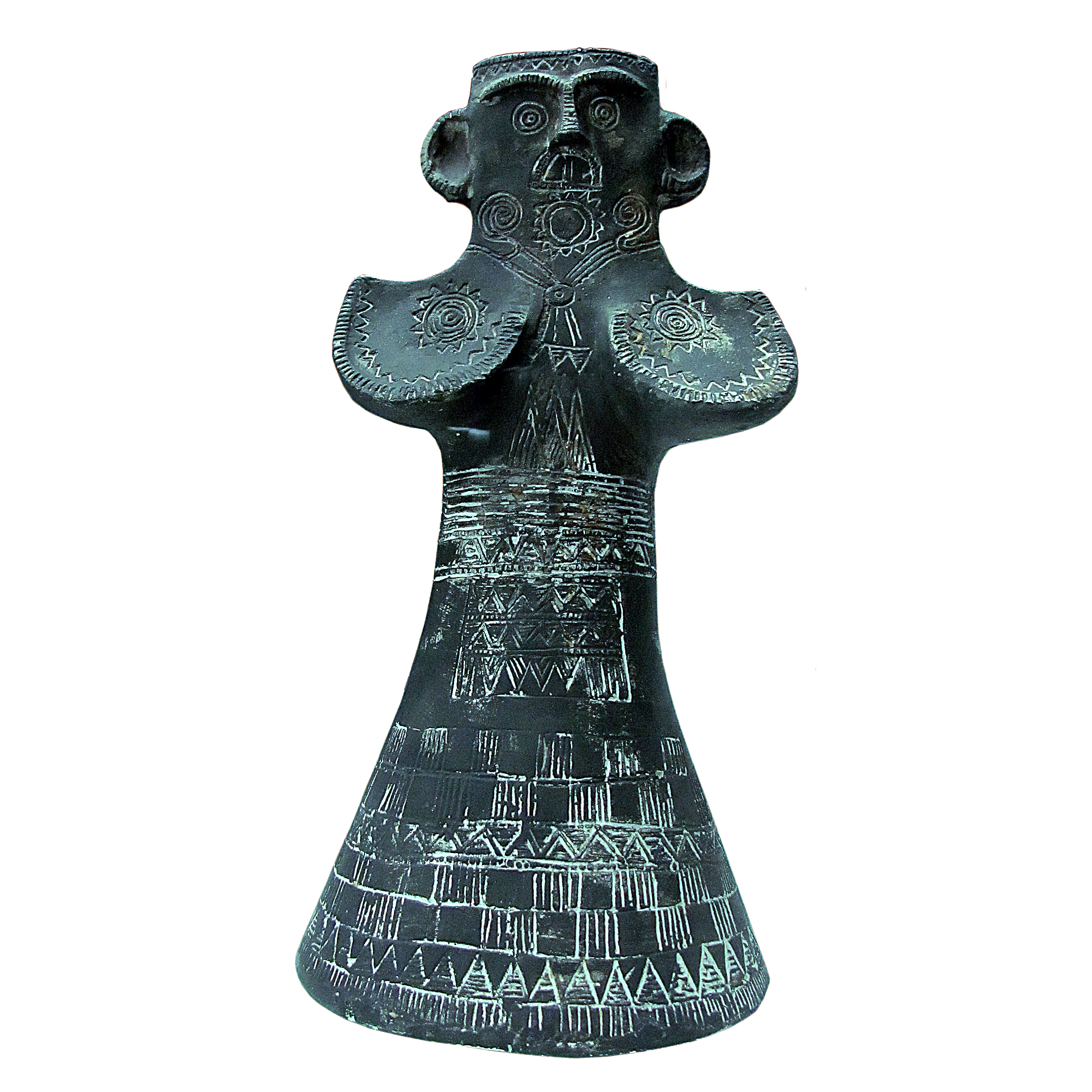
Кличевацкий идол, Сербия
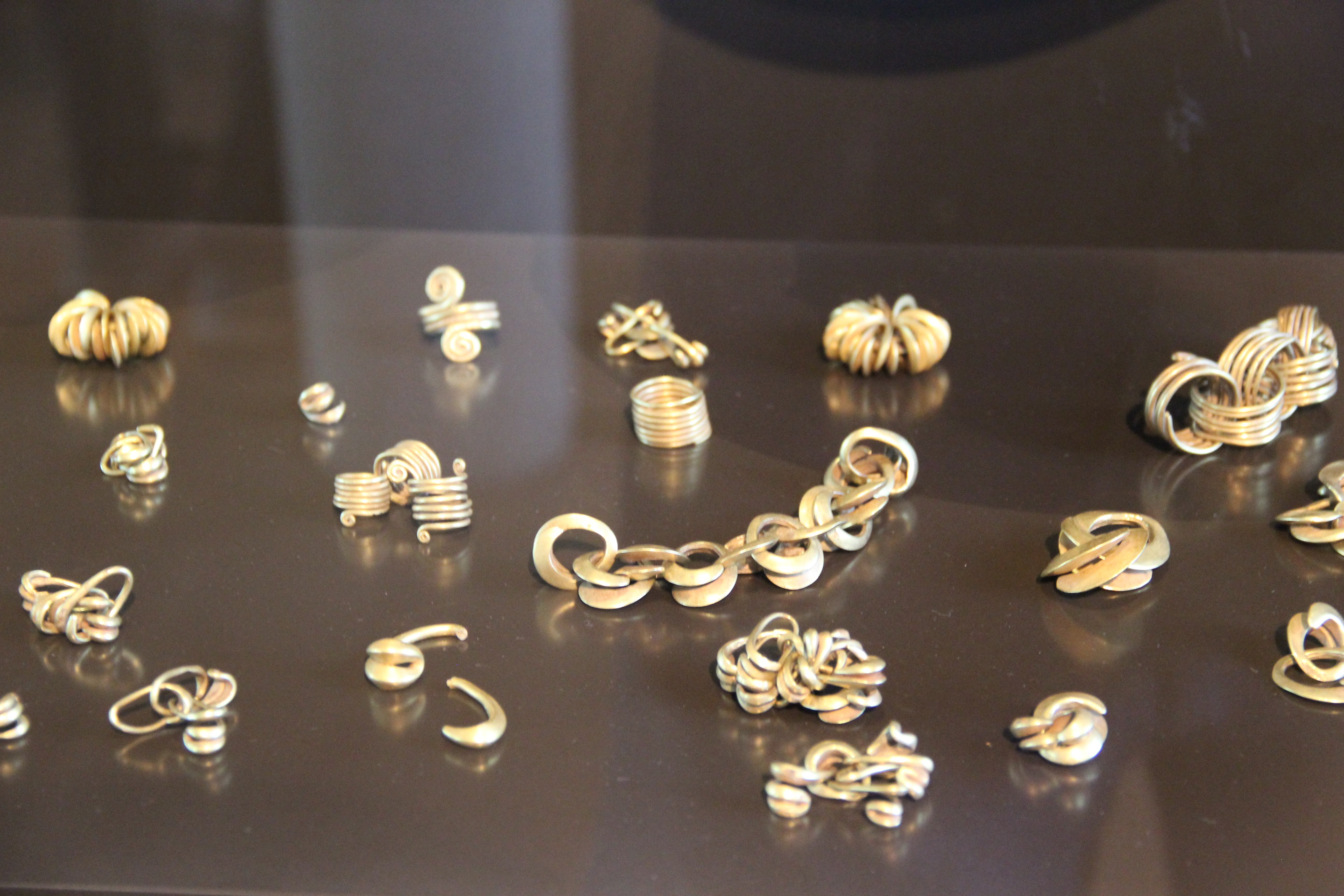
Золотые замки-кольца и браслеты из Печа, Венгрия.
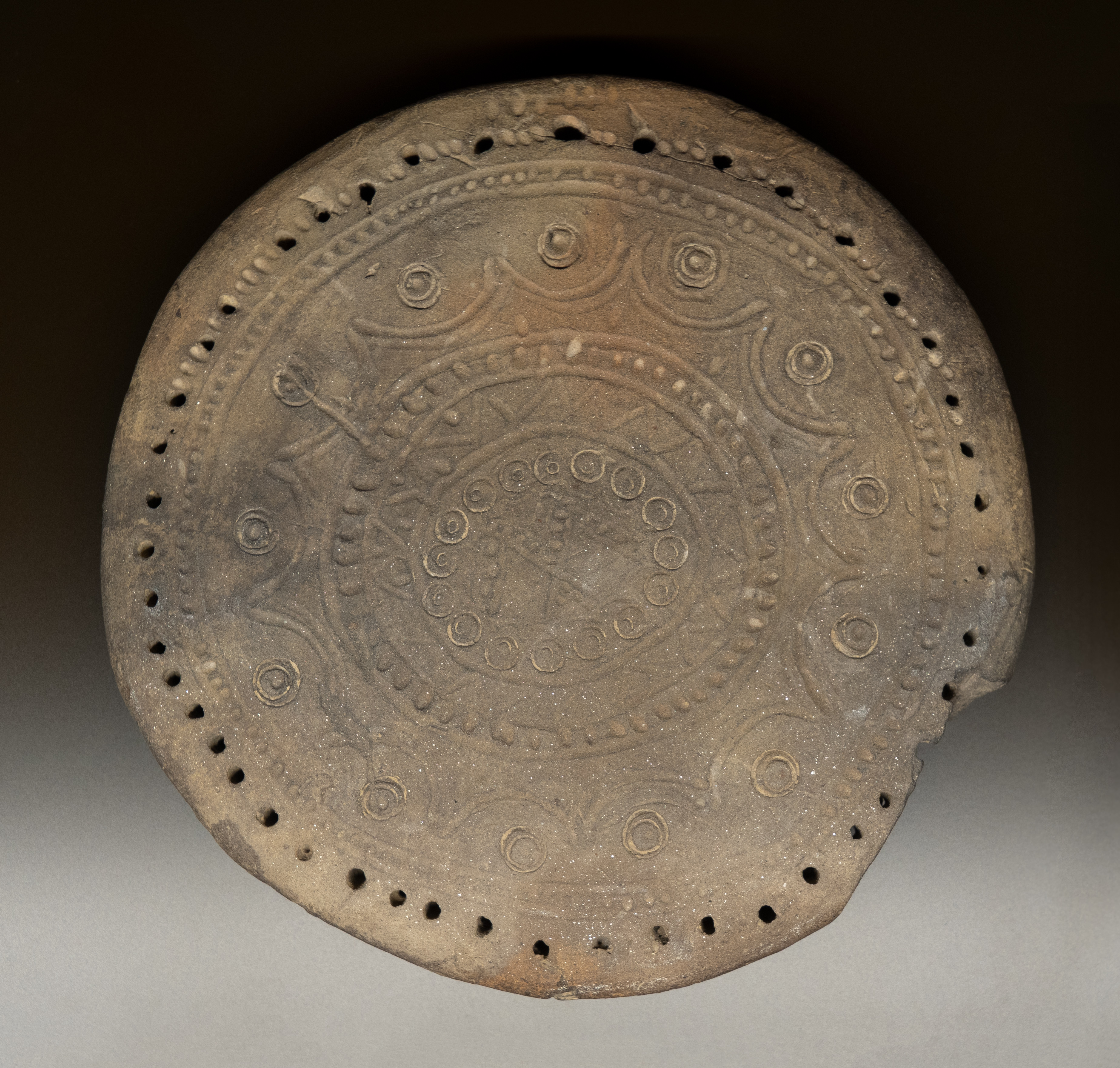
Декорированный керамический диск, Сербия
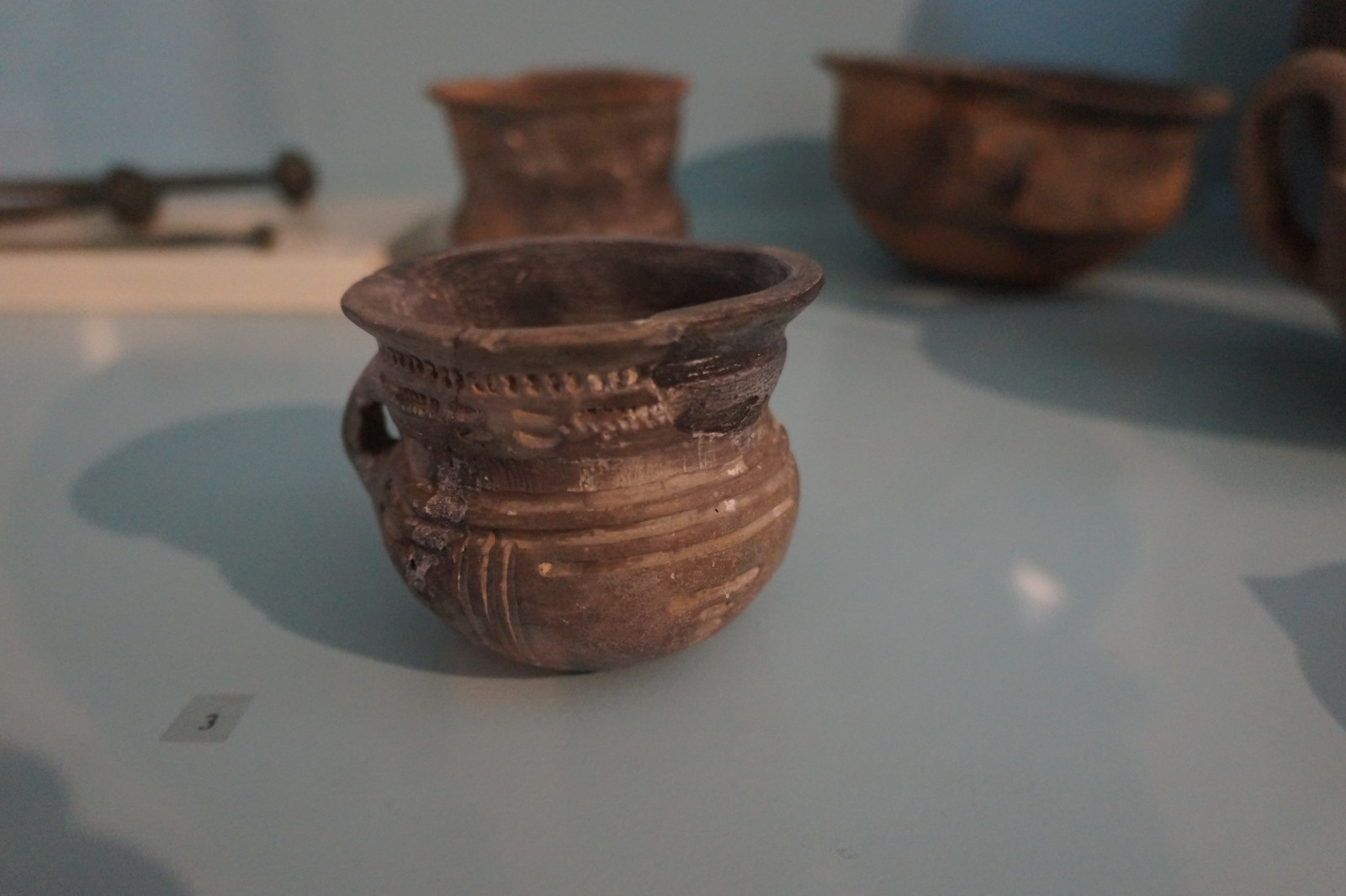
Керамика, Сербия
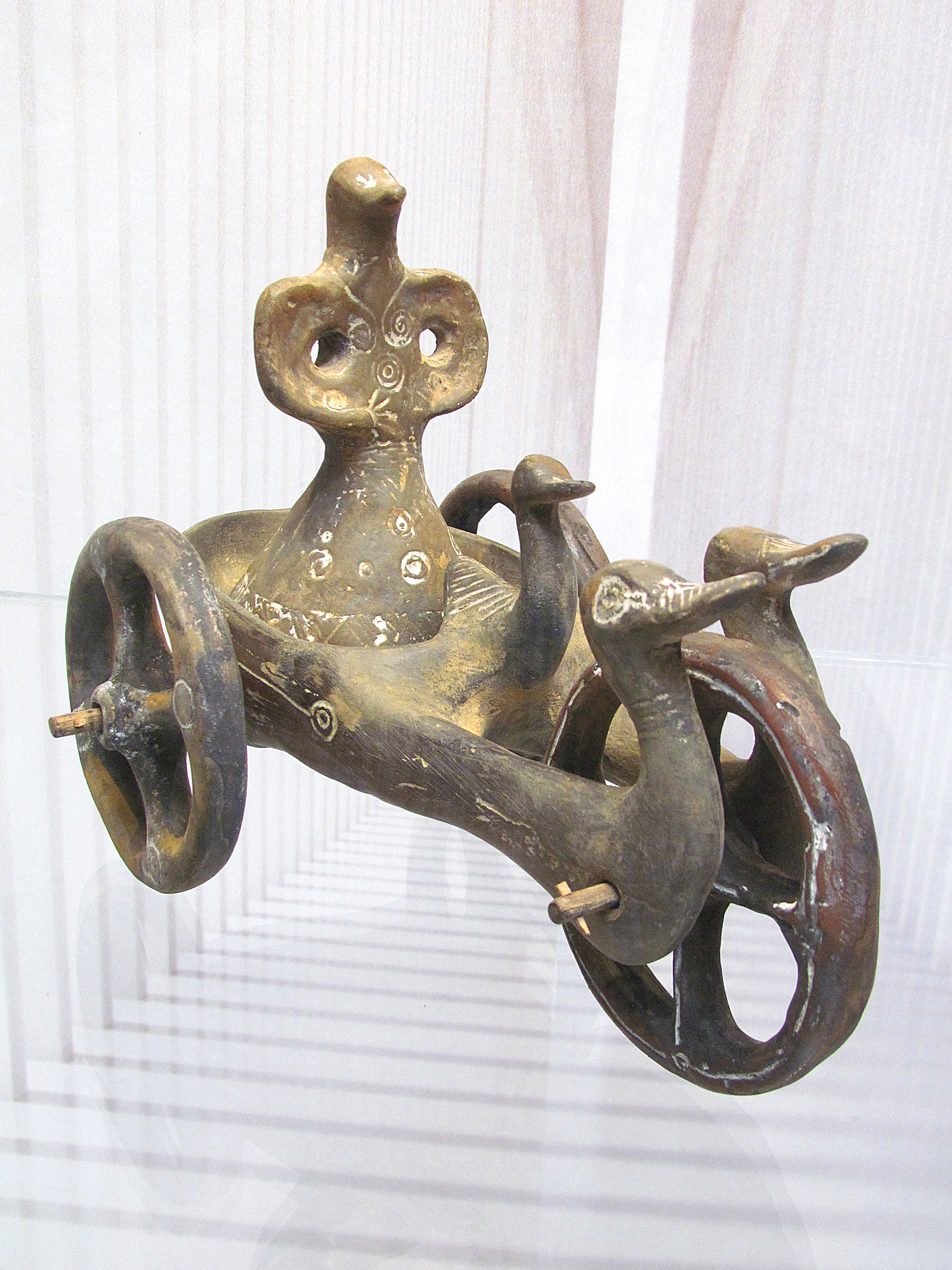
Модель колесницы 1 из Дупляи
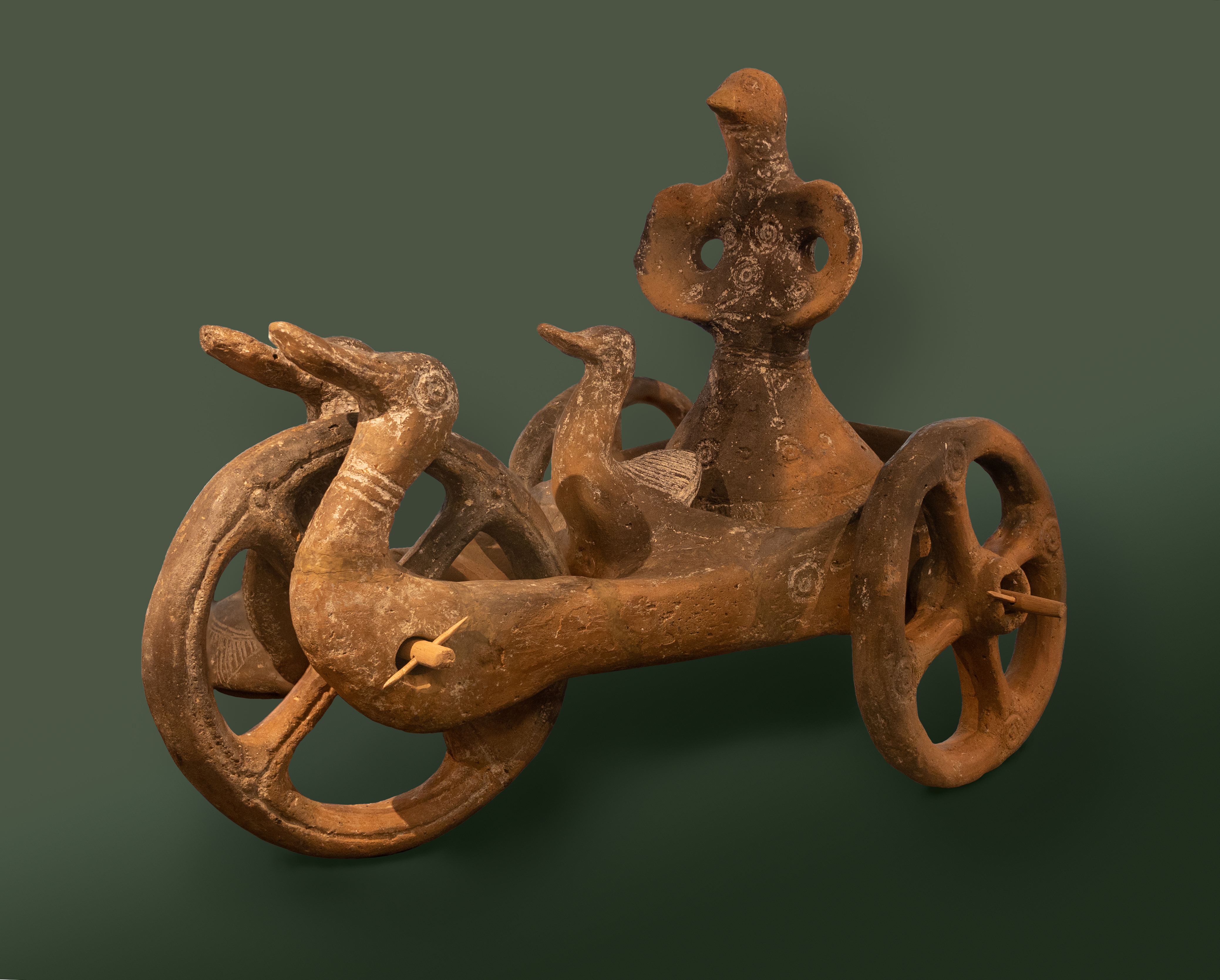
Модель колесницы 1, вид сбоку
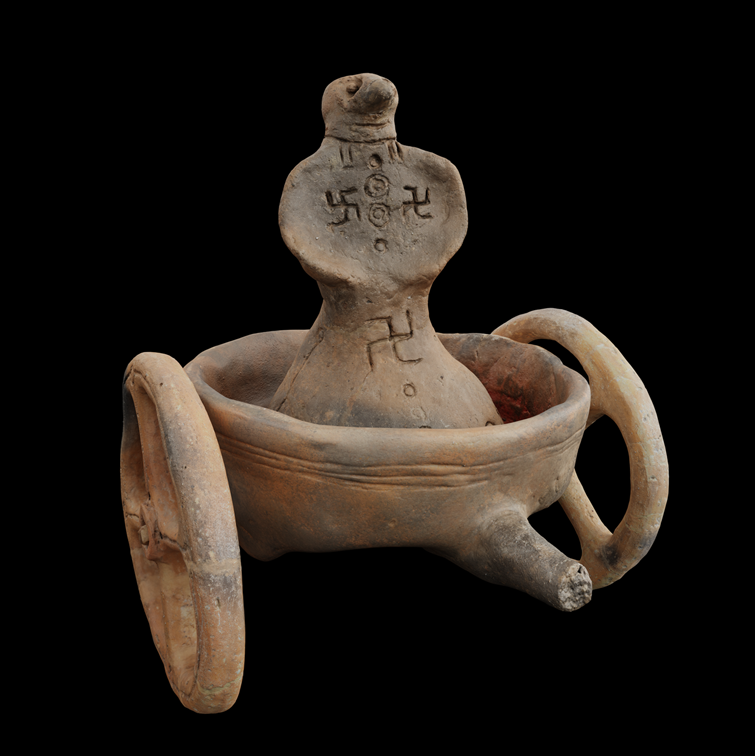
Модель колесницы 2 из Дупляи, Сербия
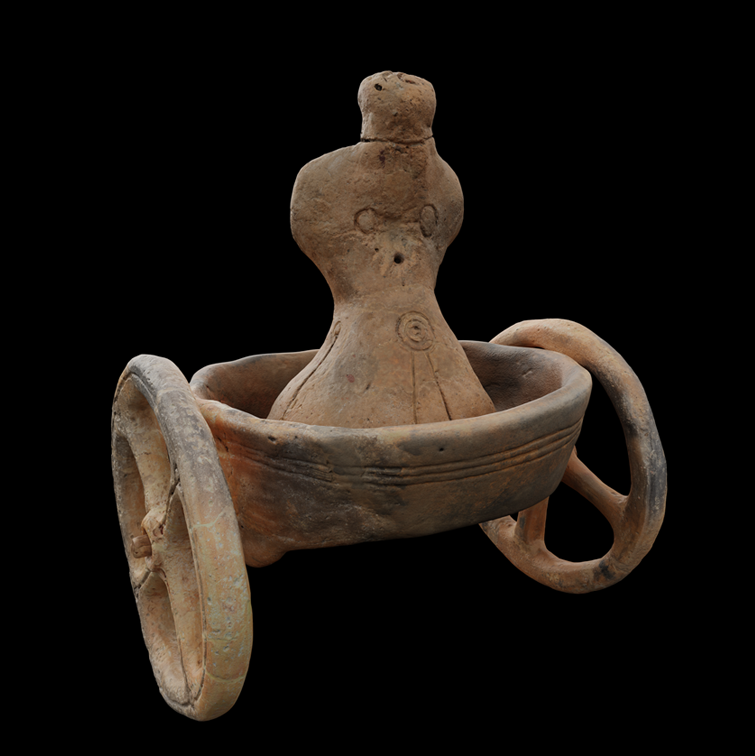
Модель колесницы 2, вид сзади